# Borisław Popow
Borisław Swetosławow Popow (bułg. Борислав Светославов Попов) – bułgarski brydżysta, World Master (WBF).

## Wyniki brydżowe

### Zawody światowe
| Mistrzostwa Świata. Konkurencja teamów | Mistrzostwa Świata. Konkurencja teamów | Mistrzostwa Świata. Konkurencja teamów | Mistrzostwa Świata. Konkurencja teamów | Mistrzostwa Świata. Konkurencja teamów | Mistrzostwa Świata. Konkurencja teamów |
| Rok                                    | Miejsce                                | Zawody                                 | Kategoria                              | Drużyna                                | Pozycja                                |
| -------------------------------------- | -------------------------------------- | -------------------------------------- | -------------------------------------- | -------------------------------------- | -------------------------------------- |
| 2011                                   | Veldhoven                              | 40. Mistrzostwa Świata Teamów          | Trans                                  | Damianova                              | 25                                     |
| 2010                                   | Filadelfia                             | 13. Seria Mistrzostw Świata            | Open                                   | Vito                                   | 5                                      |
| 2000                                   | Southampton                            | 34. Mistrzostwa Świata Teamów          | Open                                   | Bulgaria                               | 9                                      |

| Mistrzostwa Świata. Konkurencja par | Mistrzostwa Świata. Konkurencja par | Mistrzostwa Świata. Konkurencja par | Mistrzostwa Świata. Konkurencja par | Mistrzostwa Świata. Konkurencja par | Mistrzostwa Świata. Konkurencja par |
| Rok                                 | Miejsce                             | Zawody                              | Kategoria                           | Partner                             | Pozycja                             |
| ----------------------------------- | ----------------------------------- | ----------------------------------- | ----------------------------------- | ----------------------------------- | ----------------------------------- |
| 2010                                | Filadelfia                          | 13. Mistrzostwa Świata              | Open                                | Stefan Skorczew                     | 55                                  |

### Zawody europejskie
| Zawody europejskie. Konkurencja teamów | Zawody europejskie. Konkurencja teamów | Zawody europejskie. Konkurencja teamów    | Zawody europejskie. Konkurencja teamów | Zawody europejskie. Konkurencja teamów | Zawody europejskie. Konkurencja teamów |
| Rok                                    | Miejsce                                | Zawody                                    | Kategoria                              | Drużyna                                | Pozycja                                |
| -------------------------------------- | -------------------------------------- | ----------------------------------------- | -------------------------------------- | -------------------------------------- | -------------------------------------- |
| 2009                                   | San Remo                               | 4. Otwarte Mistrzostwa Europy             | Miksty                                 | Vito                                   | 3                                      |
| 2000                                   | Bellaria                               | 6. Mistrzostwa Europy Mikstów             | Miksty                                 | Popova                                 | 6                                      |
| 1999                                   | Malta                                  | 44. Mistrzostwa Europy Teamów             | Open                                   | Bulgaria                               | 4                                      |
| 1998                                   | Akwizgran                              | 5. Mistrzostwa Europy Mikstów             | Miksty                                 | Popova                                 | 36                                     |
| 1988                                   | Płowdiw                                | 11. Młodzieżowe Mistrzostwa Europy Teamów | Juniorzy                               | Bulgaria                               | 15                                     |

| Zawody europejskie. Konkurencja par | Zawody europejskie. Konkurencja par | Zawody europejskie. Konkurencja par | Zawody europejskie. Konkurencja par | Zawody europejskie. Konkurencja par | Zawody europejskie. Konkurencja par |
| Rok                                 | Miejsce                             | Zawody                              | Kategoria                           | Partner                             | Pozycja                             |
| ----------------------------------- | ----------------------------------- | ----------------------------------- | ----------------------------------- | ----------------------------------- | ----------------------------------- |
| 2009                                | San Remo                            | 4. Otwarte Mistrzostwa Europy       | Open                                | Stefan Skorczew                     | 191                                 |
| 2000                                | Bellaria                            | 6. Mistrzostwa Europy Mikstów       | Mikst                               | Marieta Ilieva                      | 230                                 |
| 1999                                | Warszawa                            | 10. Mistrzostwa Europy Par          | Open                                | Georgi Stamatow                     | 224                                 |